# Familienrecht (Schweiz)
Das Familienrecht der Schweiz umfasst insbesondere das Eherecht, das Kindesrecht, das Erwachsenenschutzrecht, die eingetragene Partnerschaft und das Konkubinat. Das Familienrecht der Schweiz ist in den Art. 90–456 ZGB geregelt.

## Eherecht
Das Eherecht der Schweiz regelt die Eheschliessung, die Ehescheidung, die allgemeinen Wirkungen der Ehe und das eheliche Güterrecht.

## Kindesrecht
Das Kindesrecht regelt die rechtliche Zuordnung eines Kindern zu bestimmten Eltern (Art. 252–269c ZGB). Die Zuordnung eines Kindes zur Mutter ist aufgrund der Schwangerschaft und Geburt klar. Die rechtliche Vaterschaft wird aufgrund einer Ehe zur Mutter, durch Anerkennung oder durch Gerichtsurteil hergestellt. Ein Kindesverhältnis kann auch durch Adoption entstehen.
Das rechtliche Kindesverhältnis ist Ausgangspunkt für alle Normen, die auf die Begriffe Kind, Eltern oder Nachkomme Bezug nehmen.
In Verfahren, die das Kindesrecht zum Gegenstand haben, gelten der Untersuchungsgrundsatz und der Offizialgrundsatz (Art. 296 ZPO). Das bedeutet, dass das Gericht bei einer Klage auf Vaterschaftsanerkennung nicht einfach den Begehren der Parteien folgen darf, sondern den Sachverhalt von Amtes wegen untersuchen muss. Ausserdem bedeutet es, dass das Gericht von den Anträgen der Verfahrensparteien abweichen kann. Die Verfahrensparteien und Dritte trifft in Verfahren über das Kindesrecht eine Mitwirkungspflicht (Art. 296 Abs. 2 ZPO). Die Vaterschaftskandidaten können sich somit einer DNA-Analyse nicht entziehen.
Eine anonyme Geburt ist in der Schweiz illegal.
Selbst wenn die Mutter erklärt, dass sie das Kind nach der Geburt zur Adoption freigeben wird, wird sie rechtlich zur Mutter des Kindes. Bei einer Leihmutterschaft, die in der Schweiz aber nicht erlaubt ist, wird ebenfalls diejenige Frau Mutter, die das Kind gebärt.

## Erwachsenenschutzrecht
Die Selbstständigkeit von Personen kann aufgrund von Schwächezuständen beeinträchtigt sein. In diesen Situationen brauchen die Betroffenen Hilfe, um ihre persönlichen und vermögensrechtlichen Interessen zu sichern. Diesem Zweck dienen verschiedene Massnahmen, die unter dem Begriff Erwachsenenschutzrecht zusammengefasst werden. Die möglichen Massnahmen sind verschiedene Formen der Beistandschaft, die fürsorgerische Unterbringung, die Vertretung durch den Ehegatten oder eingetragenen Partner. Daneben gibt es noch die Vorsorge, die eine Person selbst treffen kann. Dies sind der Vorsorgeauftrag und die Patientenverfügung.

## Eingetragene Partnerschaft
Die eingetragene Partnerschaft ist im Grunde rechtlich gleich wie die Ehe. Es bestehen jedoch gewisse Ausnahmen.

## Konkubinat
Das Konkubinat als nichteheliche Lebensgemeinschaft ist in der Schweiz nicht als Rechtsinstitut mit spezifischen Wirkungen anerkannt. Das Konkubinat erfordert keinen Begründungsakt. Inhaltlich kann das Konkubinat frei gestaltet werden. Es besteht eine jederzeitige, unentziehbare, formlose Auflösbarkeit des Konkubinats. Es gibt keinen Rechtsschutz für allfällige Erwartungen in den Bestand des Konkubinats. Die letzte kantonale Strafnorm zur Bestrafung des Konkubinats wurde 1995 aufgehoben.